# Lycaena apicalisjuncta
Lycaena apicalisjuncta är en fjärilsart som beskrevs av Leeds 1941. Lycaena apicalisjuncta ingår i släktet Lycaena och familjen juvelvingar. Inga underarter finns listade i Catalogue of Life.